# Duomo

Duomo de Florència.

 Duomo  és la paraula italiana que es fa servir per referir-se al temple cristià on té seu o càtedra el bisbe, sent així l'església principal de cada diòcesi, coneguda en català com Catedral. El seu ús en català sense traduir, com italianisme, es deu a diverses catedrals italianes com la Catedral de Florència o la de Milà, mundialment famoses, que s'han incorporat fortament en la memòria col·lectiva, transformant el substantiu en un nom propi, de la mateixa manera en què de vegades es fa servir la veu  Piazza  per referir-se a algunes places o  Campanile  per a alguns campanars.
El terme italià Duomo, igual que l'alemany Dom, deriven de la mateixa arrel llatina que dona origen a les paraules domus (casa) i dominus (senyor) i no té relació amb la cúpula o dom que presenten algunes Catedrals. En llatí es diu a la Catedral  Domus Dei  (casa de Déu).

## Exemples

### Exemples a Itàlia
A Itàlia podem trobar catedrals o com diuen en iralià duomi a diferents ciutats com a Florència, Lecce, Lucca, Milà o a Siena.
A la ciutat de Trevi trobem també un duomo, el qual és una antiga catedral. En canvi, el duomo de Monza no és una catedral, ja que la ciutat de Monza és part de l'arquebisbat de Milà.

### Exemples a Alemanya
A Alemanya trobem la catedral de Colònia, el seu nom en alemany es Kölner Dom, o Hohe Domkirche St. Peter und Maria.
En Alemany, el terme Dom també fa referència a les col·legiates.

## Nota
1. ↑  Valentí Almirall. Articles [1i teraris publicate en "L'Avenç", 1882-1890].  Tip. "L'Avenç", 1904 [Consulta: 13 novembre 2011].
2. ↑   Diccionario de Arte I (en castellà).  Barcelona: Biblioteca de Consulta Larousse. Spes Editorial SL (RBA), 2003, p.183. ISBN 84-8332-390-7 [Consulta: 30 novembre 2014].